# Giovani Calciatori Vigevanesi 1928-1929
Questa pagina raccoglie i dati riguardanti la Giovani Calciatori Vigevanesi nelle competizioni ufficiali della stagione 1928-1929.

## Rosa
| N. |                   | Ruolo | Calciatore        |
| -- | ----------------- | ----- | ----------------- |
|    | Italia (bandiera) | C     | Giovanni Biglieri |
|    | Italia (bandiera) | C     | Bricchetti        |
|    | Italia (bandiera) | C     | Pietro Colli      |
|    | Italia (bandiera) | C     | Pietro Buscaglia  |
|    | Italia (bandiera) | D     | Antonio Da Sacco  |
|    | Italia (bandiera) | A     | Ganimede          |
|    | Italia (bandiera) | P     | Giuseppe Giussani |

| N. |                   | Ruolo | Calciatore       |
| -- | ----------------- | ----- | ---------------- |
|    | Italia (bandiera) | A     | Luigi Invernizzi |
|    | Italia (bandiera) | D     | Lucilio Masera   |
|    | Italia (bandiera) | D     | Federico Necchi  |
|    | Italia (bandiera) | A     | Pietro Pazzi     |
|    | Italia (bandiera) | A     | Guido Röss       |
|    | Italia (bandiera) | A     | Scaringi         |